# Cedros

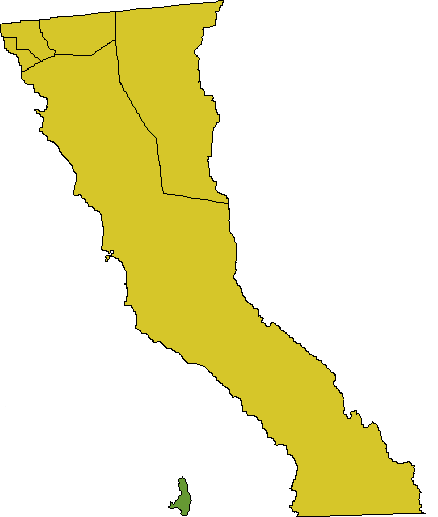
Położenie wyspy Cedros na mapie stanu Kalifornia Dolna

Cedros (hiszp. Isla Cedros) – wyspa na Oceanie Spokojnym, należąca do Meksyku, położona na zachód od Półwyspu Kalifornijskiego. Administracyjnie należy do stanu Kalifornia Dolna (hiszp. Baja California), a dokładniej do gminy Mulegé, wraz z leżącymi 25 km na zachód wyspami San Benito (3,9 km²) stanowiąc jedną z 24 mniejszych jednostek (hiszp. delegaciones) tej gminy.
Wyspa Cedros zajmuje powierzchnię 347 km², według danych spisowych z 2005 roku zamieszkuje ją 1350 osób. Główną miejscowością na wyspie i jej ośrodkiem administracyjnym jest miasteczko Cedros (hiszp. Puerto Cedros), leżące na południowo-wschodnim wybrzeżu. Inne miejscowości to Puerto Morro Redondo (południowy wschód wyspy), San Augustín (ok. 20 domów, południowy zachód) i La Colorada (ok. 10 domów, południowy zachód).
Najwyższe wzniesienie na wyspie, Monte Cedros, osiąga wysokość 1250 m n.p.m. W jego rejonie zdarzają się niewielkie opady, lecz poza tym wyspa ma charakter półpustynny. Częstym zjawiskiem meteorologicznym są tu mgły, niektóre rośliny przystosowały się do czerpania wody z wilgoci atmosferycznej. W wyższych partiach wyspy roślinność jest bogatsza, występują tam dęby, jałowce i sosny. Nie ma tu jednakże drzew cedrowych, nazwa nadana omyłkowo przez hiszpańskich podróżników utrzymała się jednak do dziś. Na wybrzeżu po północnej stronie wyspy występują liczne kolonie lwów morskich. Regularnie, raz na kilka lat wyspę nawiedzają cyklony.
Wyspa Cedros to jedna z najwcześniej zaludnionych wysp Pacyfiku, niektóre z odkrytych tu stanowisk archeologicznych datuje się na 10 tys. lat. W momencie pierwszego kontaktu z Europejczykami (Hiszpanie, 1539), ludność wyspy oszacowano na 1000–1200 osób. Tubylcy znali sztukę żeglarstwa i podejmowali wyprawy morskie. Były to szczepy indiańskie spokrewnione z żyjącymi w południowej Kalifornii i zachodniej Arizonie. Stawiali zaciekły opór kolonizatorom i właściwie nigdy nie zostali podbici. Przez pewien okres, ok. 300–350 lat temu wyspa Cedros stanowiła bazę piratów, atakujących statki płynące między Nową Hiszpanią a Filipinami. W 1732 Jezuici zdołali przesiedli całą ludność tubylczą do misji San Ignacio leżącej na stałym lądzie, w obecnym stanie Kalifornia Dolna. Między 1790 a 1850 Cedros odwiedzali łowcy lwów morskich. Następnie między 1890 a 1917 eksploatowano na wyspie złoża miedzi i złota. W 1920 założone zostało Puerto Cedros, jako wioska rybacka z funkcjonującą na miejscu fabryką konserw rybnych. Wyspa została dokładnie zbadana przez meksykańskich i amerykańskich geologów w latach 70. XX wieku.